# Campeonato Argentino Select 12 2019
El Campeonato Argentino Select 12 de 2019 fue la novena edición del torneo organizado por la Unión Argentina de Rugby para las uniones regionales en la tercera división (Zona Desarrollo) del Campeonato Argentino Juvenil de Rugby. El torneo se llevó a cabo el 15 y 17 de marzo de 2019, en las instalaciones de Carlos Paz Rugby Club de Villa Carlos Paz, en la Provincia de Córdoba.
A partir de esta temporada, el torneo pasó a disputarse solamente en la categoría Juveniles (M17), dejando de lado el torneo de Mayores. Tras suspenderse su correspondiente Campeonato Argentino de Mayores en 2017, el Select 12 de mayores se disputó por última vez en la temporada anterior a modo de invitación, antes de descontinuarse por completo durante esta temporada. Además, el torneo pasó a disputarse en la primera mitad del año, alineándose con el Campeonato Argentino Juvenil.
La Unión Andina de Rugby, representando a los clubes de La Rioja y Catamarca, se quedó por primera vez con el torneo juvenil al vencer 14-5 en la final de la Copa de Oro al seleccionado invitado de Chile. La Copa de Plata fue ganada por Paraguay, mientras que la Unión de Rugby de Misiones se quedó con la Copa de Bronce.

## Equipos participantes
Disputaron este torneo doce equipos, correspondientes a la tercera división del Campeonato Argentino Juvenil 2019.
| Equipo           | Unión                                                |
| ---------------- | ---------------------------------------------------- |
| Alto Valle       | Unión de Rugby del Alto Valle de Río Negro y Neuquén |
| Andina           | Unión Andina de Rugby                                |
| Austral          | Unión de Rugby Austral                               |
| Chile            | Federación Deportiva Nacional de Rugby               |
| Formosa          | Unión de Rugby de Formosa                            |
| Jujuy            | Unión Jujeña de Rugby                                |
| Lagos del Sur    | Unión de Rugby de los Lagos del Sur                  |
| Misiones         | Unión de Rugby de Misiones                           |
| Paraguay         | Unión de Rugby del Paraguay                          |
| San Luis         | Unión de Rugby San Luis                              |
| Santa Cruz       | Unión Santacruceña de Rugby                          |
| Tierra del Fuego | Unión de Rugby de Tierra del Fuego                   |

En cursiva los seleccionados internacionales invitados.

## Formato
Primera fase
Durante la primera fase, los doce equipos fueron divididos en cuatro zonas de tres equipos cada una. Cada zona se resolvió a través del sistema de todos contra todos a una sola ronda. Los 1.º de cada zona clasificaron a la Copa de Oro, los 2.º a la Copa de Plata y los 3.º a la Copa de Bronce.
Fase final
La fase final estuvo divida en tres zonas: Copa de Oro, Copa de Plata y Copa de Bronce. Cada zona se resolvió a eliminación directa en dos rondas (semifinales y finales). El ganador de cada zona se adjudicó su respectiva copa, con el campeón de la Copa de Oro obteniendo el título y la clasificación a la Zona Ascenso del Campeonato Argentino Juvenil de la siguiente temporada.

## Primera fase

### Zona 1
| Pos. | Equipos  | Partidos | Partidos | Partidos | Tantos | Tantos | Tantos | Pts. |
| Pos. | Equipos  | G        | E        | P        | PF     | PC     | DP     | Pts. |
| ---- | -------- | -------- | -------- | -------- | ------ | ------ | ------ | ---- |
| 1.°  | Austral  | 2        | 0        | 0        | 108    | 12     | +96    |      |
| 2.°  | San Luis | 1        | 0        | 1        | 29     | 43     | -14    |      |
| 3.°  | Jujuy    | 0        | 0        | 2        | 12     | 94     | -82    |      |

|  | Clasifica a Copa de Oro    |
|  | Clasifica a Copa de Plata  |
|  | Clasifica a Copa de Bronce |

| 15 de marzo | Austral | 65 - 12 | Jujuy | Carlos Paz Rugby Club, Villa Carlos Paz |  |
|             |         | Reporte |       |                                         |  |

| 15 de marzo | San Luis | 29 - 0  | Jujuy | Carlos Paz Rugby Club, Villa Carlos Paz |  |
|             |          | Reporte |       |                                         |  |

| 15 de marzo | Austral | 43 - 0  | San Luis | Carlos Paz Rugby Club, Villa Carlos Paz |  |
|             |         | Reporte |          |                                         |  |

### Zona 2
| Pos. | Equipos    | Partidos | Partidos | Partidos | Tantos | Tantos | Tantos | Pts. |
| Pos. | Equipos    | G        | E        | P        | PF     | PC     | DP     | Pts. |
| ---- | ---------- | -------- | -------- | -------- | ------ | ------ | ------ | ---- |
| 1.°  | Alto Valle | 2        | 0        | 0        | 59     | 5      | +54    |      |
| 2.°  | Formosa    | 1        | 0        | 1        | 6      | 37     | -31    |      |
| 3.°  | Misiones   | 0        | 0        | 2        | 8      | 31     | -23    |      |

|  | Clasifica a Copa de Oro    |
|  | Clasifica a Copa de Plata  |
|  | Clasifica a Copa de Bronce |

| 15 de marzo | Alto Valle | 34 - 0  | Formosa | Carlos Paz Rugby Club, Villa Carlos Paz |  |
|             |            | Reporte |         |                                         |  |

| 15 de marzo | Misiones | 3 - 6   | Formosa | Carlos Paz Rugby Club, Villa Carlos Paz |  |
|             |          | Reporte |         |                                         |  |

| 15 de marzo | Alto Valle | 25 - 5  | Misiones | Carlos Paz Rugby Club, Villa Carlos Paz |  |
|             |            | Reporte |          |                                         |  |

### Zona 3
| Pos. | Equipos          | Partidos | Partidos | Partidos | Tantos | Tantos | Tantos | Pts. |
| Pos. | Equipos          | G        | E        | P        | PF     | PC     | DP     | Pts. |
| ---- | ---------------- | -------- | -------- | -------- | ------ | ------ | ------ | ---- |
| 1.°  | Chile            | 2        | 0        | 0        | 29     | 8      | +21    |      |
| 2.°  | Paraguay         | 1        | 0        | 1        | 49     | 12     | +37    |      |
| 3.°  | Tierra del Fuego | 0        | 0        | 2        | 5      | 63     | -58    |      |

|  | Clasifica a Copa de Oro    |
|  | Clasifica a Copa de Plata  |
|  | Clasifica a Copa de Bronce |

| 15 de marzo | Chile | 17 - 5  | Tierra del Fuego | Carlos Paz Rugby Club, Villa Carlos Paz |  |
|             |       | Reporte |                  |                                         |  |

| 15 de marzo | Paraguay | 46 - 0  | Tierra del Fuego | Carlos Paz Rugby Club, Villa Carlos Paz |  |
|             |          | Reporte |                  |                                         |  |

| 15 de marzo | Chile | 12 - 3  | Paraguay | Carlos Paz Rugby Club, Villa Carlos Paz |  |
|             |       | Reporte |          |                                         |  |

### Zona 4
| Pos. | Equipos       | Partidos | Partidos | Partidos | Tantos | Tantos | Tantos | Pts. |
| Pos. | Equipos       | G        | E        | P        | PF     | PC     | DP     | Pts. |
| ---- | ------------- | -------- | -------- | -------- | ------ | ------ | ------ | ---- |
| 1.°  | Andina        | 2        | 0        | 0        | 75     | 7      | +68    |      |
| 2.°  | Lagos del Sur | 1        | 0        | 1        | 69     | 17     | +52    |      |
| 3.°  | Santa Cruz    | 0        | 0        | 2        | 0      | 120    | -120   |      |

|  | Clasifica a Copa de Oro    |
|  | Clasifica a Copa de Plata  |
|  | Clasifica a Copa de Bronce |

| 15 de marzo | Lagos del Sur | 62 - 0  | Santa Cruz | Carlos Paz Rugby Club, Villa Carlos Paz |  |
|             |               | Reporte |            |                                         |  |

| 15 de marzo | Andina | 58 - 0  | Santa Cruz | Carlos Paz Rugby Club, Villa Carlos Paz |  |
|             |        | Reporte |            |                                         |  |

| 15 de marzo | Lagos del Sur | 7 - 17  | Andina | Carlos Paz Rugby Club, Villa Carlos Paz |  |
|             |               | Reporte |        |                                         |  |

## Fase final

### Copa de Oro
|  | Semifinales Oro | Semifinales Oro | Semifinales Oro |       |        | Final Oro        | Final Oro        | Final Oro        |  |
|  |                 |                 |                 |       |        |                  |                  |                  |  |
|  |                 |                 |                 |       |        |                  |                  |                  |  |
|  | Austral         | Austral         | 10              |       |        |                  |                  |                  |  |
|  | Austral         | Austral         | 10              |       |        |                  |                  |                  |  |
|  | Andina          | Andina          | 12              |       |        |                  |                  |                  |  |
|  | Andina          | Andina          | 12              |       | Andina | Andina           | 14               |                  |  |
|  |                 |                 |                 |       | Andina | Andina           | 14               |                  |  |
|  |                 |                 | Chile           | Chile | 8      |                  |                  |                  |  |
|  | Alto Valle      | Alto Valle      | Chile           | Chile | 8      | 5                |                  |                  |  |
|  | Alto Valle      | Alto Valle      |                 |       |        | 5                |                  |                  |  |
|  | Chile           | Chile           | 7               |       |        | Final 3.° puesto | Final 3.° puesto | Final 3.° puesto |  |
|  | Chile           | Chile           | 7               |       |        | Final 3.° puesto | Final 3.° puesto | Final 3.° puesto |  |
|  |                 |                 |                 |       |        |                  |                  |                  |  |
|  |                 |                 |                 |       |        | Austral          | Austral          | 17               |  |
|  |                 |                 |                 |       |        | Austral          | Austral          | 17               |  |
|  |                 |                 |                 |       |        | Alto Valle       | Alto Valle       | 5                |  |
|  |                 |                 |                 |       |        | Alto Valle       | Alto Valle       | 5                |  |
|  |                 |                 |                 |       |        |                  |                  |                  |  |

### Copa de Plata
La Unión de Rugby San Luis ganó la final por el 7.° puesto por tener menor cantidad de tarjetas rojas.
|  | Semifinales Plata | Semifinales Plata | Semifinales Plata |          |               | Final Plata      | Final Plata      | Final Plata      |  |
|  |                   |                   |                   |          |               |                  |                  |                  |  |
|  |                   |                   |                   |          |               |                  |                  |                  |  |
|  | San Luis          | San Luis          | 0                 |          |               |                  |                  |                  |  |
|  | San Luis          | San Luis          | 0                 |          |               |                  |                  |                  |  |
|  | Lagos del Sur     | Lagos del Sur     | 27                |          |               |                  |                  |                  |  |
|  | Lagos del Sur     | Lagos del Sur     | 27                |          | Lagos del Sur | Lagos del Sur    | 13               |                  |  |
|  |                   |                   |                   |          | Lagos del Sur | Lagos del Sur    | 13               |                  |  |
|  |                   |                   | Paraguay          | Paraguay | 22            |                  |                  |                  |  |
|  | Formosa           | Formosa           | Paraguay          | Paraguay | 22            | 0                |                  |                  |  |
|  | Formosa           | Formosa           |                   |          |               | 0                |                  |                  |  |
|  | Paraguay          | Paraguay          | 14                |          |               | Final 7.° puesto | Final 7.° puesto | Final 7.° puesto |  |
|  | Paraguay          | Paraguay          | 14                |          |               | Final 7.° puesto | Final 7.° puesto | Final 7.° puesto |  |
|  |                   |                   |                   |          |               |                  |                  |                  |  |
|  |                   |                   |                   |          |               | San Luis         | San Luis         | 0                |  |
|  |                   |                   |                   |          |               | San Luis         | San Luis         | 0                |  |
|  |                   |                   |                   |          |               | Formosa          | Formosa          | 0                |  |
|  |                   |                   |                   |          |               | Formosa          | Formosa          | 0                |  |
|  |                   |                   |                   |          |               |                  |                  |                  |  |

### Copa de Bronce
|  | Semifinales Bronce | Semifinales Bronce | Semifinales Bronce |          |       | Final Bronce     | Final Bronce     | Final Bronce |  |
|  |                    |                    |                    |          |       |                  |                  |              |  |
|  |                    |                    |                    |          |       |                  |                  |              |  |
|  | Jujuy              | Jujuy              | 17                 |          |       |                  |                  |              |  |
|  | Jujuy              | Jujuy              | 17                 |          |       |                  |                  |              |  |
|  | Santa Cruz         | Santa Cruz         | 12                 |          |       |                  |                  |              |  |
|  | Santa Cruz         | Santa Cruz         | 12                 |          | Jujuy | Jujuy            | 0                |              |  |
|  |                    |                    |                    |          | Jujuy | Jujuy            | 0                |              |  |
|  |                    |                    | Misiones           | Misiones | 53    |                  |                  |              |  |
|  | Misiones           | Misiones           | Misiones           | Misiones | 53    | 19               |                  |              |  |
|  | Misiones           | Misiones           |                    |          |       | 19               |                  |              |  |
|  | Tierra del Fuego   | Tierra del Fuego   | 0                  |          |       | 11.° puesto      | 11.° puesto      | 11.° puesto  |  |
|  | Tierra del Fuego   | Tierra del Fuego   | 0                  |          |       | 11.° puesto      | 11.° puesto      | 11.° puesto  |  |
|  |                    |                    |                    |          |       |                  |                  |              |  |
|  |                    |                    |                    |          |       | Santa Cruz       | Santa Cruz       | 0            |  |
|  |                    |                    |                    |          |       | Santa Cruz       | Santa Cruz       | 0            |  |
|  |                    |                    |                    |          |       | Tierra del Fuego | Tierra del Fuego | 53           |  |
|  |                    |                    |                    |          |       | Tierra del Fuego | Tierra del Fuego | 53           |  |
|  |                    |                    |                    |          |       |                  |                  |              |  |

## Tabla de posiciones
Tabla de posiciones final al concluir el torneo:
| 1.°  | Andina           | 4 | 0 | 0 | 101 | 25  | +76  |
| 2.°  | Chile            | 3 | 0 | 1 | 44  | 27  | +17  |
| 3.°  | Austral          | 3 | 0 | 1 | 135 | 29  | +106 |
| 4.°  | Alto Valle       | 2 | 0 | 2 | 69  | 29  | +40  |
| 5.°  | Paraguay         | 3 | 0 | 1 | 85  | 25  | +60  |
| 6.°  | Lagos del Sur    | 2 | 0 | 2 | 109 | 39  | +70  |
| 7.°  | San Luis         | 2 | 0 | 2 | 29  | 70  | -41  |
| 8.°  | Formosa          | 1 | 0 | 3 | 6   | 51  | -45  |
| 9.°  | Misiones         | 2 | 0 | 2 | 80  | 31  | +49  |
| 10.° | Jujuy            | 1 | 0 | 3 | 29  | 159 | -130 |
| 11.° | Tierra del Fuego | 1 | 0 | 3 | 58  | 82  | -24  |
| 12.° | Santa Cruz       | 0 | 0 | 4 | 12  | 190 | -178 |

|  | Campeón Copa de Oro y asciende a Zona Ascenso de la siguiente temporada. |
|  | Campeón Copa de Plata.                                                   |
|  | Campeón Copa de Bronce.                                                  |

|                                  |
| Andina Campeón Select 12 Juvenil |
| Primer título                    |